# Íllora
Íllora – gmina w Hiszpanii, w prowincji Grenada, w Andaluzji, o powierzchni 197,43 km². W 2011 roku gmina liczyła 10 716 mieszkańców.
W Íllora znajdują się pozostałości archeologiczne należące do prehistorii